# Hamburg-Poppenbüttel
Poppenbüttel is een  stadsdeel van  Hamburg in het noordwesten van het district  Hamburg-Wandsbek. Tot de opname in Hamburg (1937) behoorde het toe aan de voormalige gemeente Alstertal.

## Geografie
Poppenbüttel ligt aan weerszijden van de Oberalster en is duidelijk gescheiden van de aangrenzende wijken door onbebouwde groen - en landschapsbeschermingsgebieden, die teruggaan naar natte laaglanden en waterlopen: het westen door de regio's Susebek, Niederung en daarachter Raakmoor richting Langenhorn en Hummelsbüttel, in het noordwesten door de weilanden bij Poppenbütteler Graben richting Norderstedt, in het noorden door de Mellingbek en de Kupferteich tegenover Lemsahl-Mellingstedt en in het zuiden door het Alstertal tegenover Wellingsbüttel.
De Kupferteich, heeft een lengte van 900 m en ontstond toen in de 14e eeuw de Mellingbek afgedamd werd tot molenvijver. Hij bleef bewaard, zelfs nadat de molens waren verdwenen. De groene zone eromheen wordt nu gebruikt voor lokale recreatie.

## Geschiedenis
Bewijs voor de eerste nederzettingen door mensen in Poppenbüttel gaat terug op plaatsen waar messen van vuursteen werden gevonden en die werden gebruikt door de nomaden van de Wehlener-groep. De datering ligt tussen ca. 12.000 en 10.800 voor Christus,  einde van de laatste ijstijd.
De eerste permanente nederzettingen in het Poppenbüttel-gebied gaan terug tot het Neolithicum en de Bronstijd. Dit wordt aangetoond door de grafheuvels Kreienhoop en Vaterungsberg. Ze liggen ten westen van de Kupferteich, in wat nu het woongebied is rond de straten Kreienhoop en Ohlendieksredder. Archeologische opgravingen uit 1982 vonden diverse grafgiften, zoals een goed bewaard gebleven bronzen zwaard  en een urn uit de vroegere ijzertijd. Een andere grafheuvel bevindt zich ten westen van de Poppenbüttler Landstrasse en in de directe omgeving van het Parkrestaurant Randel.
Ook een in de 4e eeuw voor Christus aangelegd plankenpad, dat dwars door het huidige Wittmoor liep, bewijst de menselijke aanwezigheid in het gebied van Poppenbüttel. Het plankenpad was bijna 600 meter lang en bestond uit 1.800 eiken planken van 1,4 tot 1,8 meter lang, dwars over het pad gelegd. Ze rustten op een spoorachtige basis van balken die langs het pad waren gelegd. Deze installatie toont het hoge niveau van technische vaardigheid en organisatorische capaciteit. Tot nu toe is het echter niet mogelijk geweest om de reden voor de aanleg van het plankenpad te achterhalen.

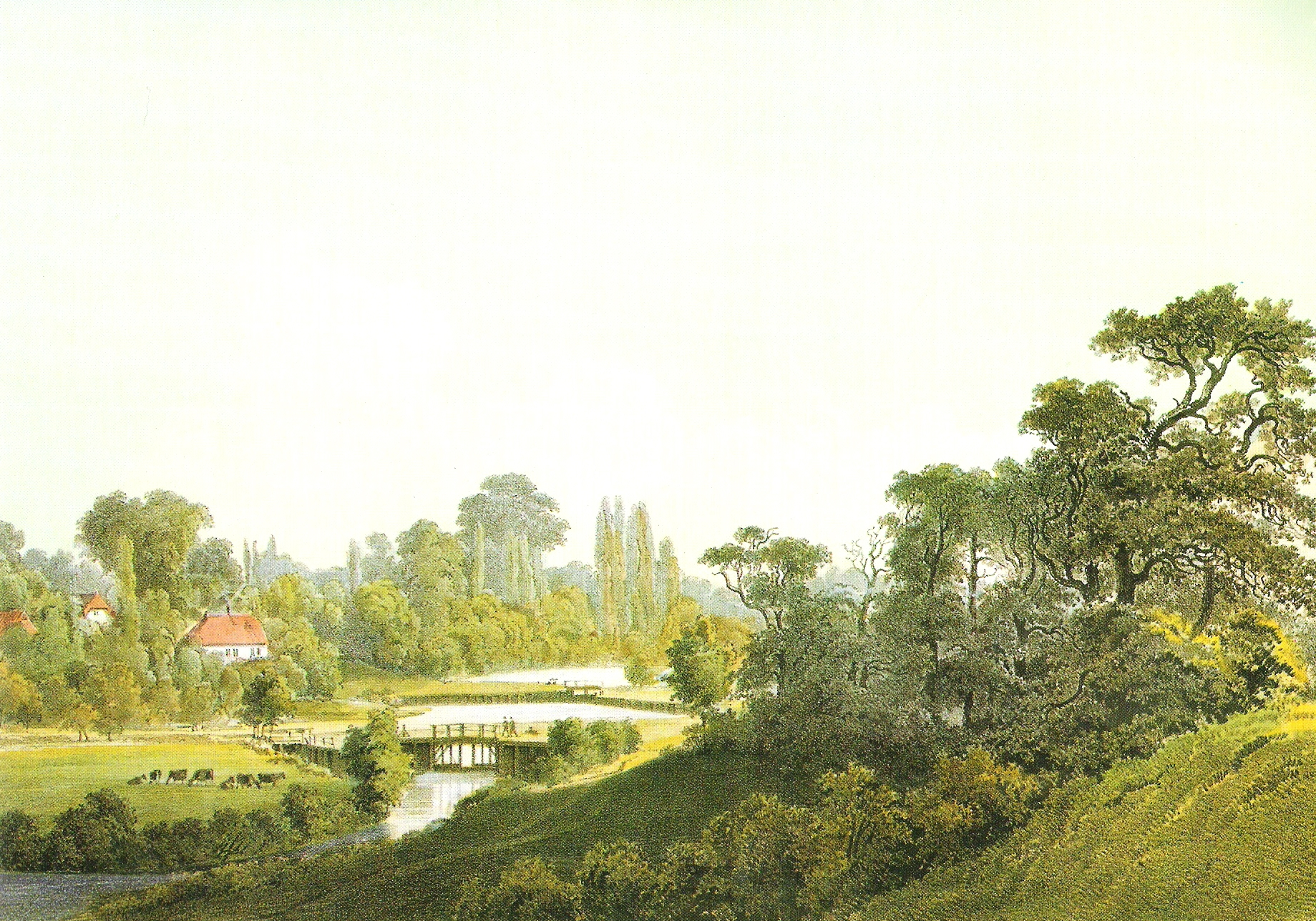
Poppenbüttel : sluis en sluiswachtershuis in 1856

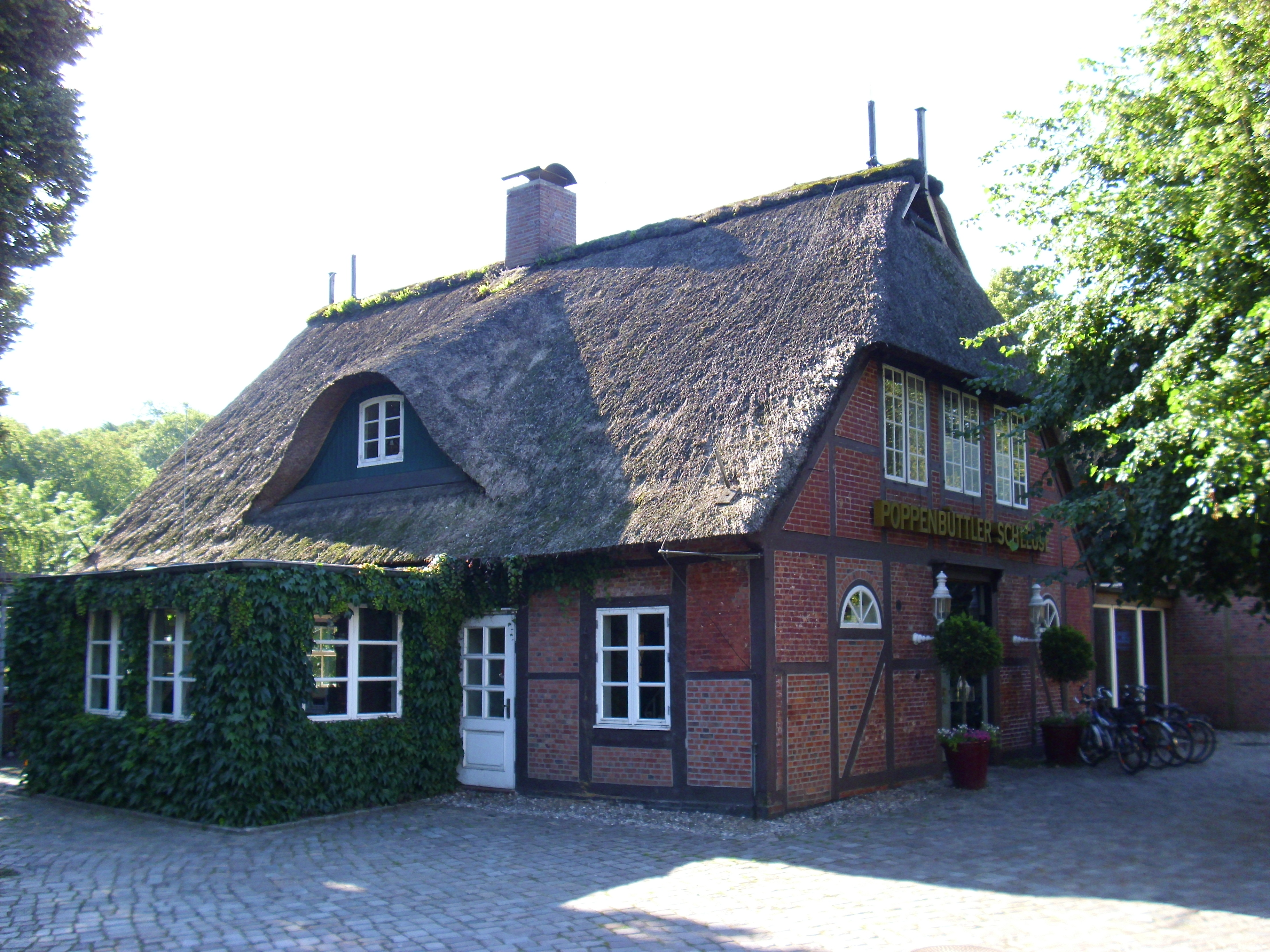
Voormalig sluiswachtershuis Marienhof 6

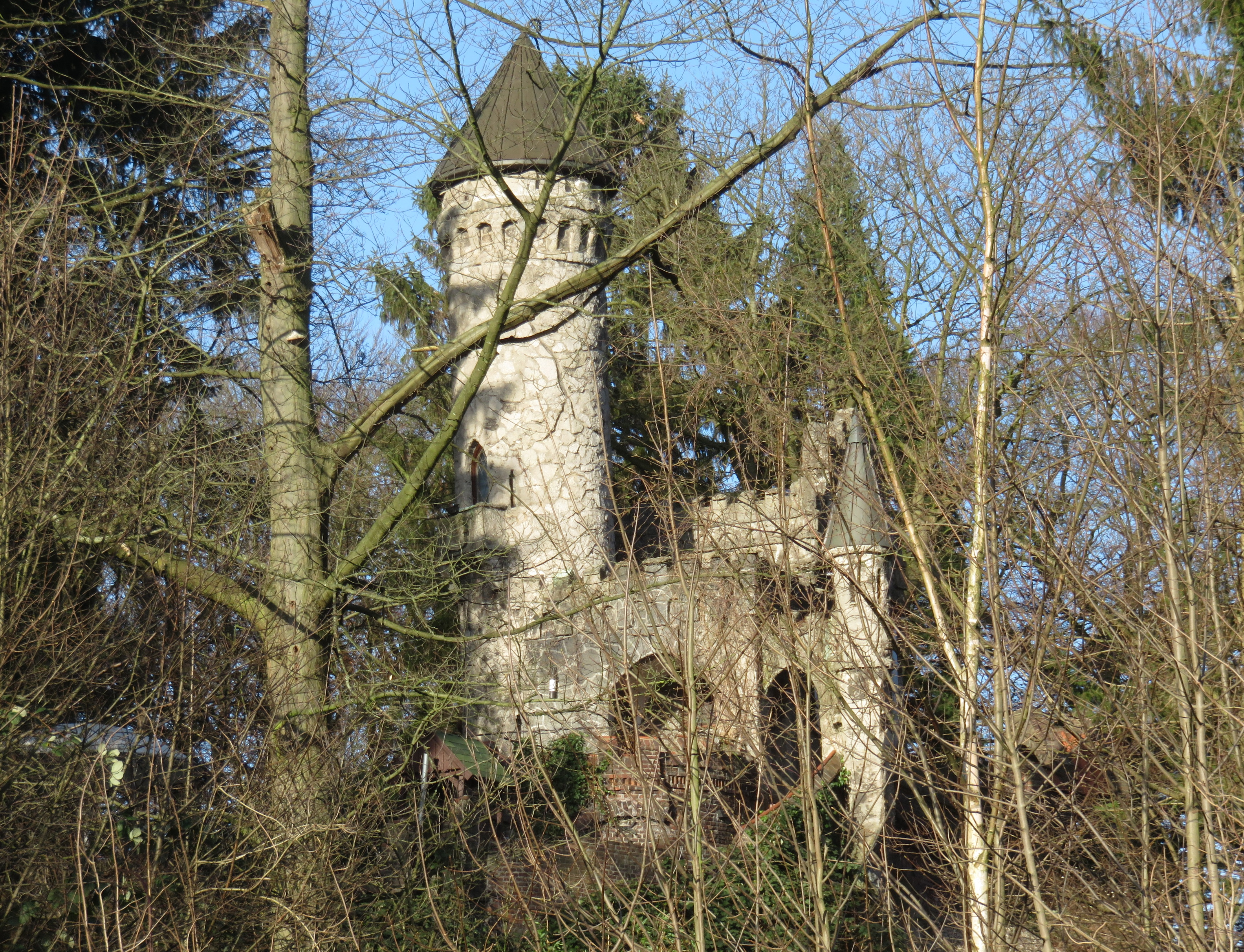
Kasteel Henneberg (replica)

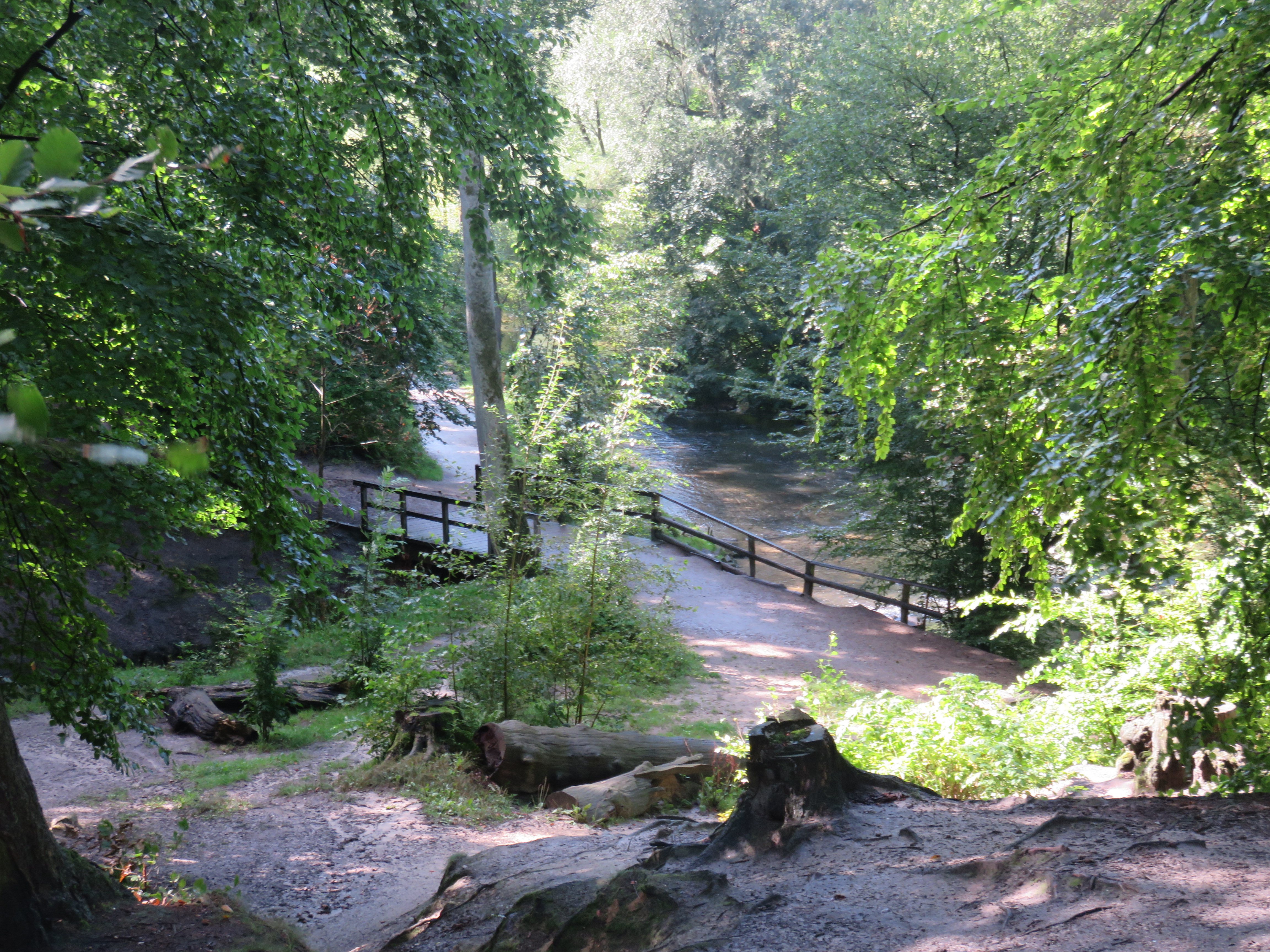
Alsterwandelpad in het Randelpark

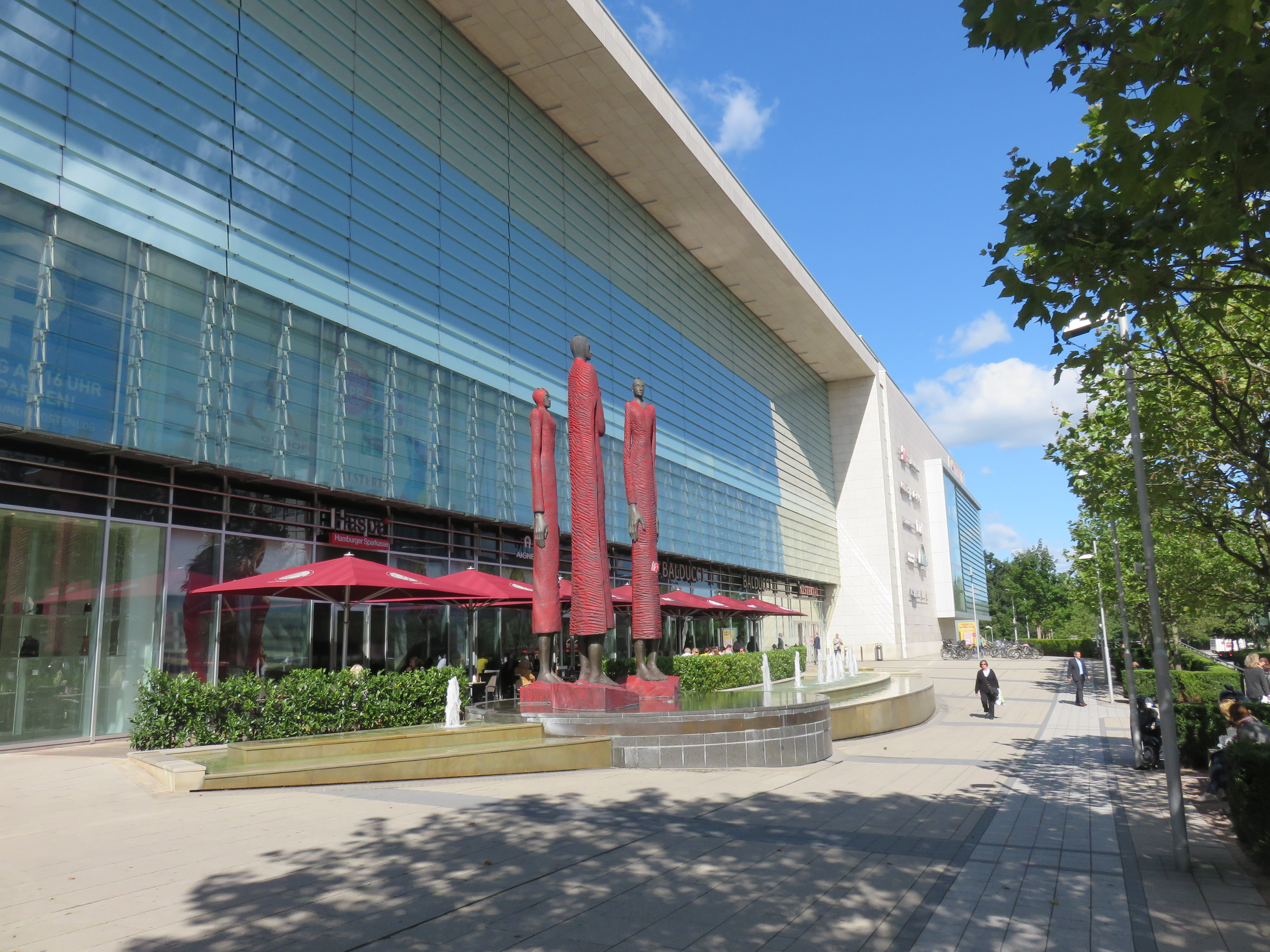
AEZ toeang met het beeld van Zoyt

Het dorp Poppenbüttel werd pas in de middeleeuwen bij naam genoemd. Het eerste document dat het bestaan van Poppenbüttel documenteert, is gebaseerd op het koopcontract van 6 december 1336, waarin een eigendomsoverdracht van de Poppenbüttel-gronden van de mijnwerker Struz naar het kapittel van de Dom van Hamburg wordt bezegeld. De naam van de plaats wordt in het contract vermeld als "Poppelenbotle", naar "Poppo", naam die priesters in de middeleeuwen vaak droegen en "Botle", wat gebouw, huis of groep huizen betekent.
Volgens het document lag het dorp ten westen en boven de rivier de Alster. Het had zeven grote en vier kleinere boerderijen en een molen. Het document uit 1336 vermeldt ook timmer- en constructie- en brandhout. Het land rond de binnenplaatsen was licht bos, dat voornamelijk uit eiken bestond. Het eikenhout vertegenwoordigde een hoge economische waarde voor het kathedraalkapittel, dat nodig was voor de bouw van huizen en schepen in Hamburg. Het werd over de Alster naar Hamburg gevlotterd. In de middeleeuwen waren boeren geen grondbezitters, maar pachters die huur moesten betalen aan de  landheer, in dit geval aan het kapittel van de kathedraal van Hamburg.
De landrechten op het dorp Poppenbüttel waren sinds 1336/1389 bij het kapittel van de Dom van Hamburg en werden in 1803 overgedragen aan de Deense koning. 
In 1310 verkreeg Hamburg de rechten en het gebruik van de gehele Alster in het Holstein-gebied. De  Alster werd gebruikt voor het vervoeren van lasten, om te vissen en als veilige waterinlaat voor de molens. Om een bevaarbare verbinding met voldoende waterdiepte tussen Hamburg en Lübeck te creëren, werden rond 1526 als onderdeel van een destijds enorm bouwproject meerdere Alstersluizen aangelegd. De sluis van Poppenbüttel werd in 1528-1529 gebouwd met een schutkolk van 130 meter, waarin ruimte was voor meerdere Alsterbakken. De onderste stuw van de sluiskolk bestaat niet meer, deze bevond zich op de huidige Bäckerbrücke. De sluismeester, die in dienst was van de gemeente Hamburg, was als enige verantwoordelijk voor de sluisbediening. In 1529 kreeg de sluismeester bij de Poppenbüttelsluis met het sluishuis een ambtszetel. Het sluishuis, dat nog steeds bestaat, werd gebouwd in 1824.
Omstreeks 1750-1850 veranderde het boerendorp door toenemende commercialisering: ambachtslieden vestigden zich in het dorp en de bevolking groeide. De  activiteit van de koperfabrieken werd vanaf 1765 uitgebreid met een zilversmelterij en een muntslagerij (tot 1808). De soevereine rechten lagen aanvankelijk bij het graafschap Holstein-Pinneberg, dat in 1640 naar de Deense koning ging. Na de Duits-Deense oorlog van 1864 viel in 1867 heel Sleeswijk-Holstein aan Pruisen. Van 1867 tot 1937 had Poppenbüttel een verkozen gemeentebestuur.
Vanaf 1850 tot de Eerste Wereldoorlog kwam het dorp steeds meer in de invloedssfeer van de stad Hamburg. In de jaren 1850 werd het grootste deel van het landbouwareaal opgekocht en ingelijfd bij de boerderij van de familie Henneberg, die ook een tweede boerderij oprichtte in Hohenbuchen. Eind 19e eeuw waren beide afgestemd op de afzetmarkt Hamburg, onder andere als melkleverancier. Het malen werd in 1896 stopgezet vanwege de concurrentie door modernere industriële installaties. In 1887 bouwde landeigenaar Albert Henneberg het kasteel Henneberg in zijn park Marienhof  aan de Alster, een replica van kasteel Henneberg in Thüringen, op schaal 1:4 (kasteel en park bestaan nog steeds).
Vanaf het einde van de 19e eeuw werd Poppenbüttel een weekendbestemming voor  Hamburgers vanwege de schoonheid van het Alstertal. Na een verbetering van de vervoersverbindingen met Hamburg (verharding van de landwegen, S-Bahn-verbinding in 1918), werden grote delen van de gemeenschap in de jaren '30 planmatig verplaatst : villa's aan de Alster, verder eengezinswoningen in stedelijke bouwstijl, weekendhuizen en volkstuinen  voor arbeiders en bedienden. Daarmee nam de bevolking fors toe. Het dorp werd een buitenwijk van Hamburg en werd in 1937 opgenomen in Hamburg.
Tijdens de Tweede Wereldoorlog groeide de bevolking snel omdat veel Hamburgers vluchtten voor de bombardementen. Het aantal inwoners nam ook na het einde van de oorlog nog toe. De nog dorpse infrastructuur werd in de loop van de jaren vijftig en zestig uitgebreid en aangepast aan het toegenomen aantal inwoners, en zo werd Poppenbüttel steeds nauwer verbonden met het woongebied van Hamburg.
Rond 1952 ontstond de Alsterwanderweg, die de voormalige jaagpaden langs de Alster als basis heeft. In 1969 werden grote delen van het stadsdeel als landschap beschermd om ze als recreatiegebied te behouden. De agrarische gebieden werden in de loop van de jaren '70 en '80 bijna allemaal bebouwd en het wegennet werd uitgebreid voor het snel toenemende individuele verkeer. De  gebouwen met een dorps karakter zijn vrijwel allemaal gesloopt.
In 1970 kreeg Poppenbüttel met het winkelcentrum Alstertal (AEZ) aan de linkerzijde van de Alster, een tweede kern die vervolgens steeds belangrijker werd ten opzichte van de voormalige dorpskern aan de rechterzijde van de rivier. In 2006 is het AEZ verbouwd en uitgebreid. Voor het nieuwe toegangsportaal staat een bronzen beeld door de Canadese kunstenaar Zoyt, een ca. 8 meter hoge groep van drie.
Op 22 oktober 1971 werd de politieagent Norbert Schmid neergeschoten bij een poging leden van de Rote Armee Fraktion (RAF) te arresteren voor het winkelcentrum Alstertal. Norbert Schmid was de eerste persoon die door de RAF werd gedood. In Hummelsbüttel werd een plein naar hem genoemd.
In 1975 ontstond aan de noordzijde van het stadsdeel de nieuwe wijk Hamburg-Bau.
In 2018 is het gebouwencomplex Poppenbütteler Berg / Ohlendieckshöhe in gebruik genomen. Deze meergezinswoningen zijn bestemd voor huisvesting van vluchtelingen, sociale woningbouw en privaat gefinancierde woningen. Dit bouwproject was - net als vergelijkbare opvangcentra in Hamburg - politiek zeer controversieel. Een referendum kon door een zogenaamd "Burgerscontract" worden afgewend. De stad stelde de middelen beschikbaar voor de bouw van een ontmoetingsplaats. Professioneel wijkbeheer en een wijkadviesraad werden geïnstalleerd.

### Historische plaatsen en gedenktekens

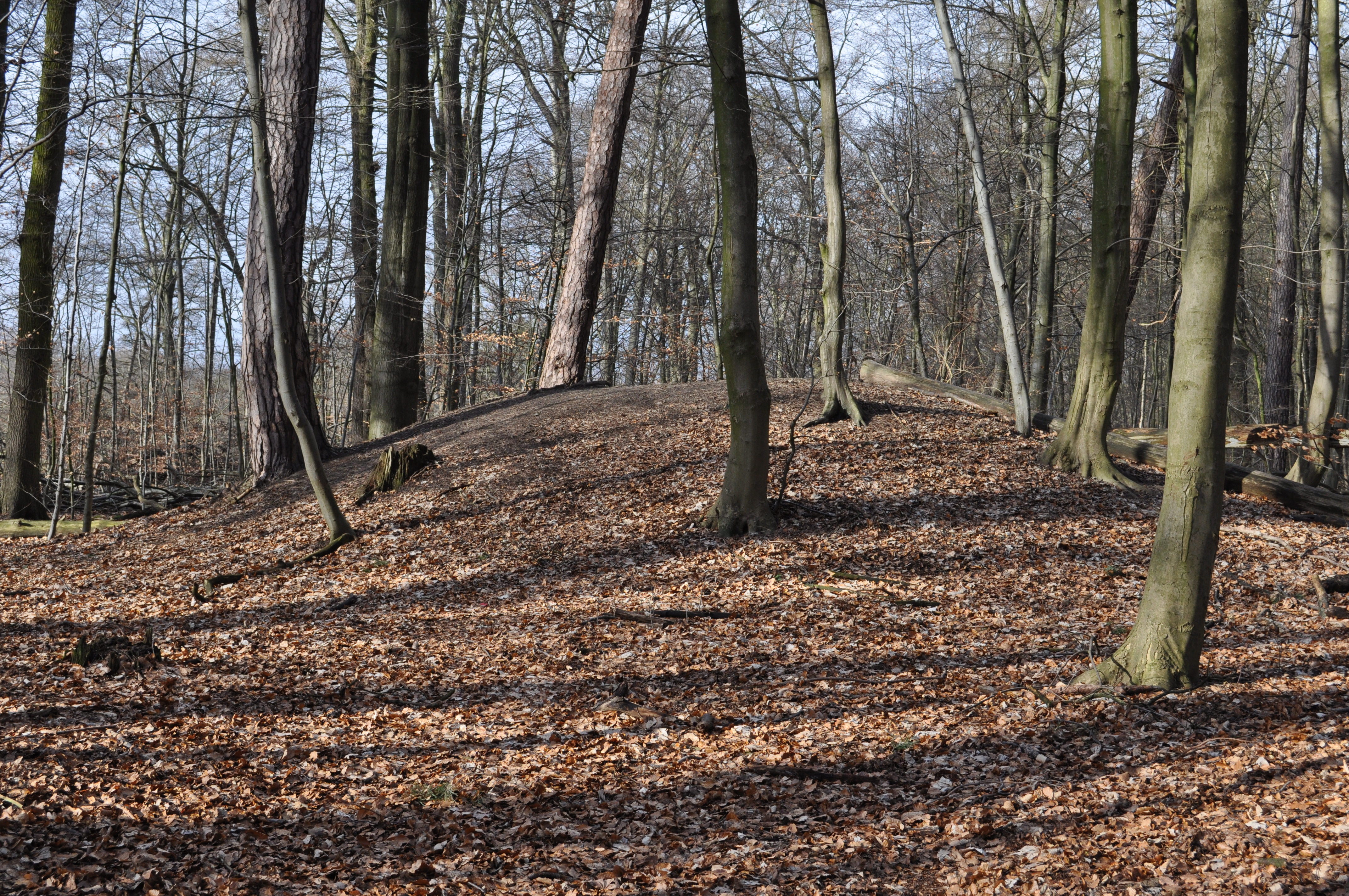
Grafheuvel uit de bronstijd ten westen van de Poppenbüttler Landstrasse

- De Poppenbütteler Graben en andere kleinere gebieden in het noorden van het district zijn natuurmonumenten sinds 1986-1988. Dit zijn de restanten van een aaneengeschakelid heidegebied dat vroeger bestond in de vochtige laaglanden aan de west- en noordrand van het stadsdeel.
- Er zijn nog drie grafheuvels uit de Neolithische en Bronstijd : de Kreienhoopsberg (hoek Kreienhoop/Moorblick), de Vaterunserberg (straat Am Bronzehügel) en nog een tussen het restaurant Randel en de Alsterwanderweg. Ze staan onder monumentenzorg.
- Van het landgoed van de familie Henneberg aan de Alster is alleen het park nog over met het arboretum Marienhof, dat al sinds de jaren 1860 bestaat  en, aan de rand, het kasteel Henneberg, het enige bewaard gebleven kasteel van Hamburg, gebouwd tussen 1884 en 1887 in de middeleeuwse stijl.
- De Kaiserstein, gebouwd in 1897 ter herdenking van Kaiser Wilhelm I, bevindt zich op de Poppenbüttler Marktplatz.

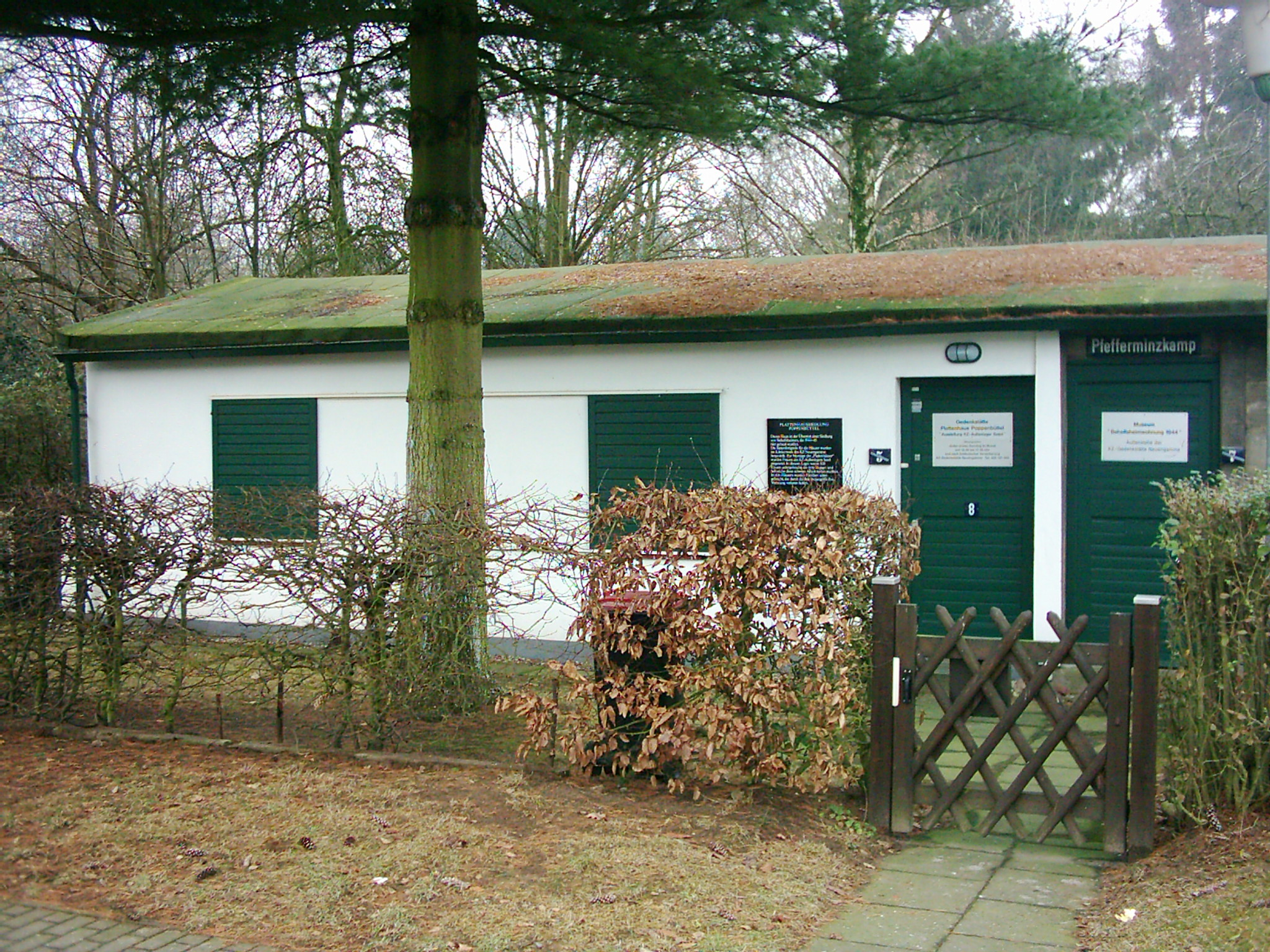
Plattenhaus-monument

- Het monument voor de gesneuvelden in de Eerste Wereldoorlog bij de sluis, opgericht in 1922, werd in 1963 vervangen door een eenvoudige gedenksteen aan het Alsterwandelpad.
- Gedenkplaat in de wijk Hohenbuchen ter nagedachtenis aan de 29-jarige Pool Andrzej Szablewski die werd ingezet voor dwangarbeid in de oorlogseconomie. Hij werd in mei 1942 opgehangen door de Hamburgse Gestapo op het landgoed Hohenbuchen.
- Tijdens het nationaalsocialistische tijdperk stond in Sasel van september 1944 tot april 1945 het buitenkamp Hamburg-Sasel, een buitenkamp van het concentratiekamp Neuengamme. De ongeveer 500 Joodse vrouwen die daar gevangen zaten, werden onder andere ingezet voor de bouw van een woonwijk ten westen van het treinstation van Poppenbüttel, die dienst deed als noodopvang voor gebombardeerde Hamburgers. De prefab betonnen onderdelen voor de huizen werden gemaakt in de baksteenfabriek van het concentratiekamp Neuengamme. Het enige overgebleven huis (Kritenbarg 8) is sinds 1985 ingericht als Plattenhaus-monument, dat herinnert aan het concentratiekamp.

Poppenbüttel behoort tot de rijkere wijken van Hamburg. Het gemiddelde jaarinkomen per belastingplichtige lag in 2013 op 52.157 euro wat duidelijk hoger is dan het Hamburgse gemiddelde van 39.054 euro.

### Bevolkingsontwikkeling
Volkstellingen uit de jaren 1769 en 1845:
| jaar | totaal | kinderen | ouder dan 60 jaar | huishoudens | Mensen / huishouden |
| ---- | ------ | -------- | ----------------- | ----------- | ------------------- |
| 1769 | 234    | 56 (26%) | 16 (6,8%)         | 41          | 5,7                 |
| 1845 | 498    | -        | -                 | 97          | 5,1                 |

Tellingen van 1990 tot 2018:
| jaar | totaal | onder de 18 jaar | 65-plussers | huishoudens | Mensen / huishouden |
| ---- | ------ | ---------------- | ----------- | ----------- | ------------------- |
| 1990 | 22 660 | 16,9%            | 20,7%       | -           | -                   |
| 1995 | 22 362 | 16,0%            | 22,4%       | -           | -                   |
| 2000 | 22 396 | 15,3%            | 24,5%       | -           | -                   |
| 2007 | 22 104 | 14,4%            | 31,1%       | -           | -                   |
| 2010 | 22 041 | 14,9%            | 32,1%       | 10 421      | 2,1                 |
| 2014 | 22 368 | 14,9%            | 33,2%       | 10 787      | 2,0                 |
| 2018 | 23 948 | 16,5%            | 32,4%       | 11 259      | 2,0                 |

## Politiek en bestuur

### Bestuur
In 1937 werd Poppenbüttel door de Groot-Hamburgwet in Hamburg opgenomen uit de Pruisische provincie Sleeswijk-Holstein.  Het gemeentebestuur van Poppenbüttel werd daardoor het plaatselijk bestuurskantoor Alstertal.
In 2007 werden, door de hervorming van het districtsbestuur in het Wandsbek-district, de plaatselijke kantoren ontbonden en samengevoegd tot het Wandsbek-districtskantoor. In het voormalige kantoor Alstertal tegenover het S-Bahn-station Poppenbüttel (Wentzelplatz 7) zijn klantencentra, sociale servicecentra en bedrijfs- en bouwcentra ingericht.
De Hamburgse politie heeft haar bureau 35 op het S-Bahnstation Poppenbüttel. De vrijwillige brandweer Poppenbüttel bestaat sinds de jaren 1870 en is sinds 1973 gestationeerd in het gebouw Rehmbrook 4.

## Economie en Infrastructuur

### Economie
De meeste jobs in Poppenbüttel behoren tot de dienstensector en een klein deel in de industriesector (in 1987: 87,9% tegenover 12,0%).
Het zwaartepunt van de wijk is het shoppingcenter Alstertal-Einkaufszentrum (AEZ) naast het S-Bahn-station Poppenbûttel. Het werd gebouwd in 1970 en uitgebreid en gemoderniseerd in 1975/77, 1988/1991 en 2005/06. Het stroomgebied strekt zich uit over het hele noordoosten van Hamburg en verder tot in de aangrenzende regio Sleeswijk-Holstein. In de onmiddellijke omgeving hebben zich talrijke winkels, restaurants en artsenpraktijken gevestigd.
Het grootste bedrijf in de wijk is ECE Projektmanagement GmbH, gevestigd in de buurt van het S-Bahnstation Poppenbüttel. Het beheert 116 winkelcentra in heel Europa en realiseert  commerciële vastgoedprojecten.

In Poppenbüttel zijn ook verschillende beheerders van assistentiewoningen als werkgever actief: Stichting Hospital zum Heiligen Geist  heeft samen met Oberalten-Stift, Marien-Magdalenen-Kloster en Altendank 1000 kinderopvangplaatsen en het grootste rust- en verpleeghuis met 600 medewerkers. De Parkresidenz Alstertal heeft 175 wooneenheden met aansluitende zorgafdeling met 70 plaatsen. De Stichting Karla en Alfred W. Adickes beschikt over 96 wooneenheden (sinds 1984). Het Forum Alstertal telt 88 wooneenheden (sinds 1999, 2e bouwfase 2014).

### Verkeer

#### S-Bahn en busvervoer

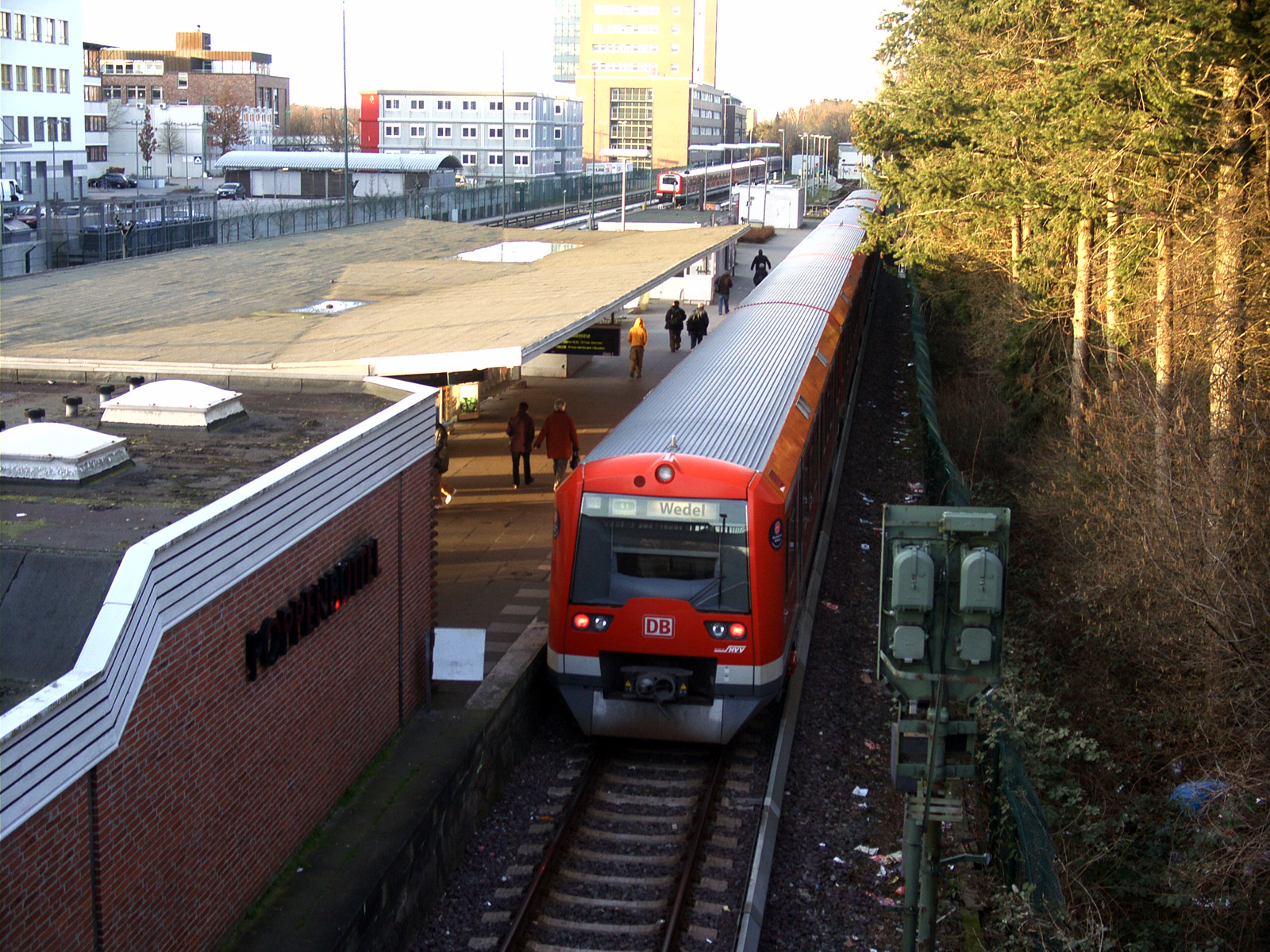
S1 trein op station Poppenbüttel

Station Poppenbüttel is het eindstation van de Alstertalbahn, die in 1918 in gebruik werd genomen en in 1924 werd aangesloten op het elektrische voorstadsnet. Het eindpunt ontwikkelde zich tot een knooppunt voor buslijnen en later ook als park-and-ride-overstap.
In 2013 werden S-Bahn- en busstation en het voetgangersviaduct over de S-Bahn-sporen tussen de Wentzelplatz en de Stormarnplatz gerenoveerd en volledig overdekt 

#### Wegverkeer
De Alsterbrücke in Poppenbüttel (Bäckerbrücke) is de enige mogelijkheid voor motorvoertuigen om de Alster over te steken op een 11 km lange sectie van de bovenloop van de Alster. Zij maakt deel uit van de Hamburger Ring 3 en heeft dus met druk verkeer te maken.

## Cultuur, evenementen en sport

### Kerken
- De Evangelisch-Lutherse parochie Poppenbüttel werd opgericht in 1948 door afsplitsing van de parochie Bergstedt. Door de groeiende bevolking van het stadsdeel heeft zij drie kerkgebouwen: de Marktkirche (bouwjaar 1955/56) in het oude stadscentrum, de Simon Petruskerk (bouwjaar 1963/64) in het noorden van de wijk en de Philemon Kerk (bouwjaar 1968/69) in het westen in Hummelsbüttel.
- De katholieke parochie St. Bernard kreeg in 1955 een kerk nabij de grens met Sasel.

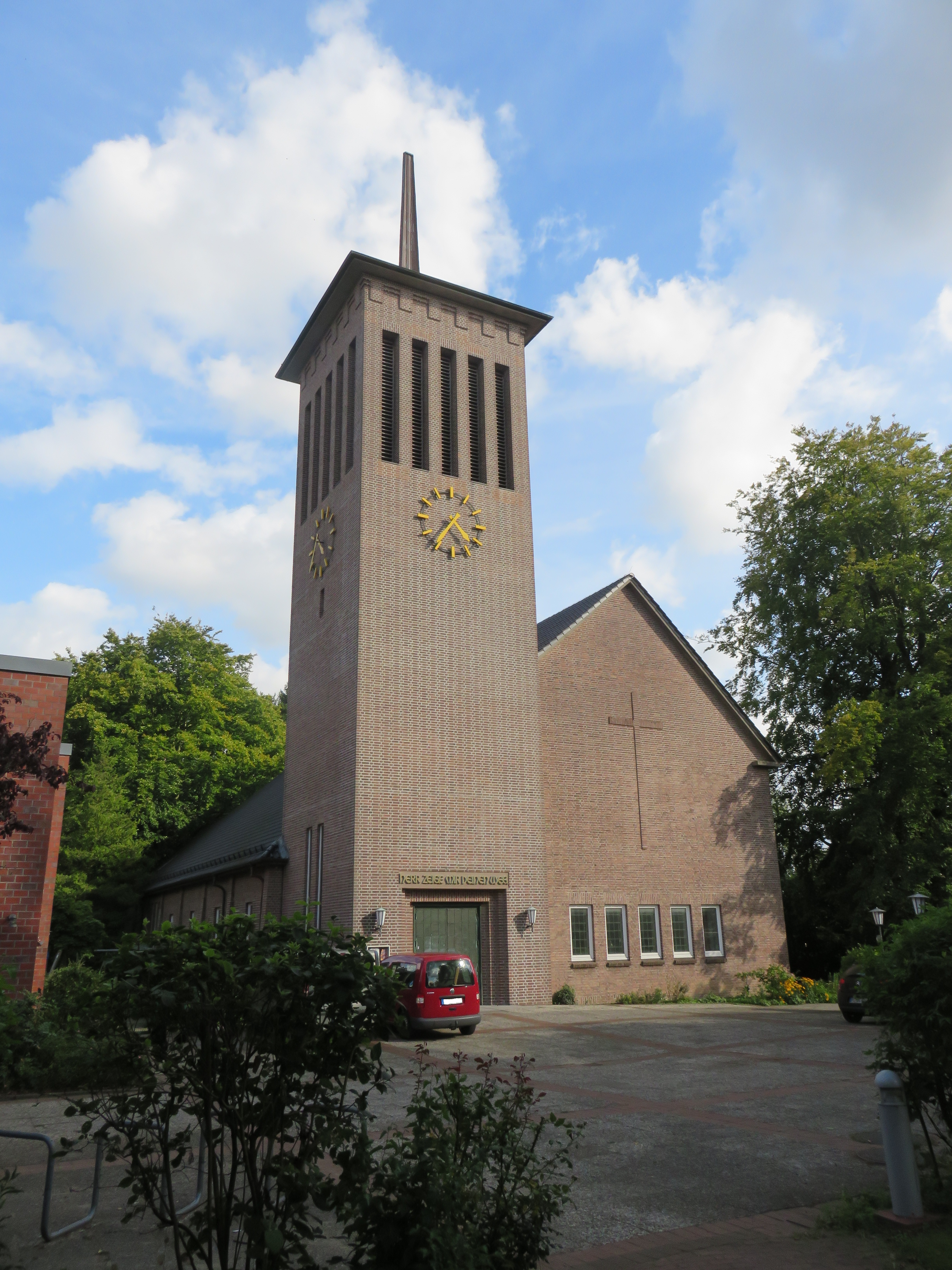
Marktkerk van Poppenbüttel
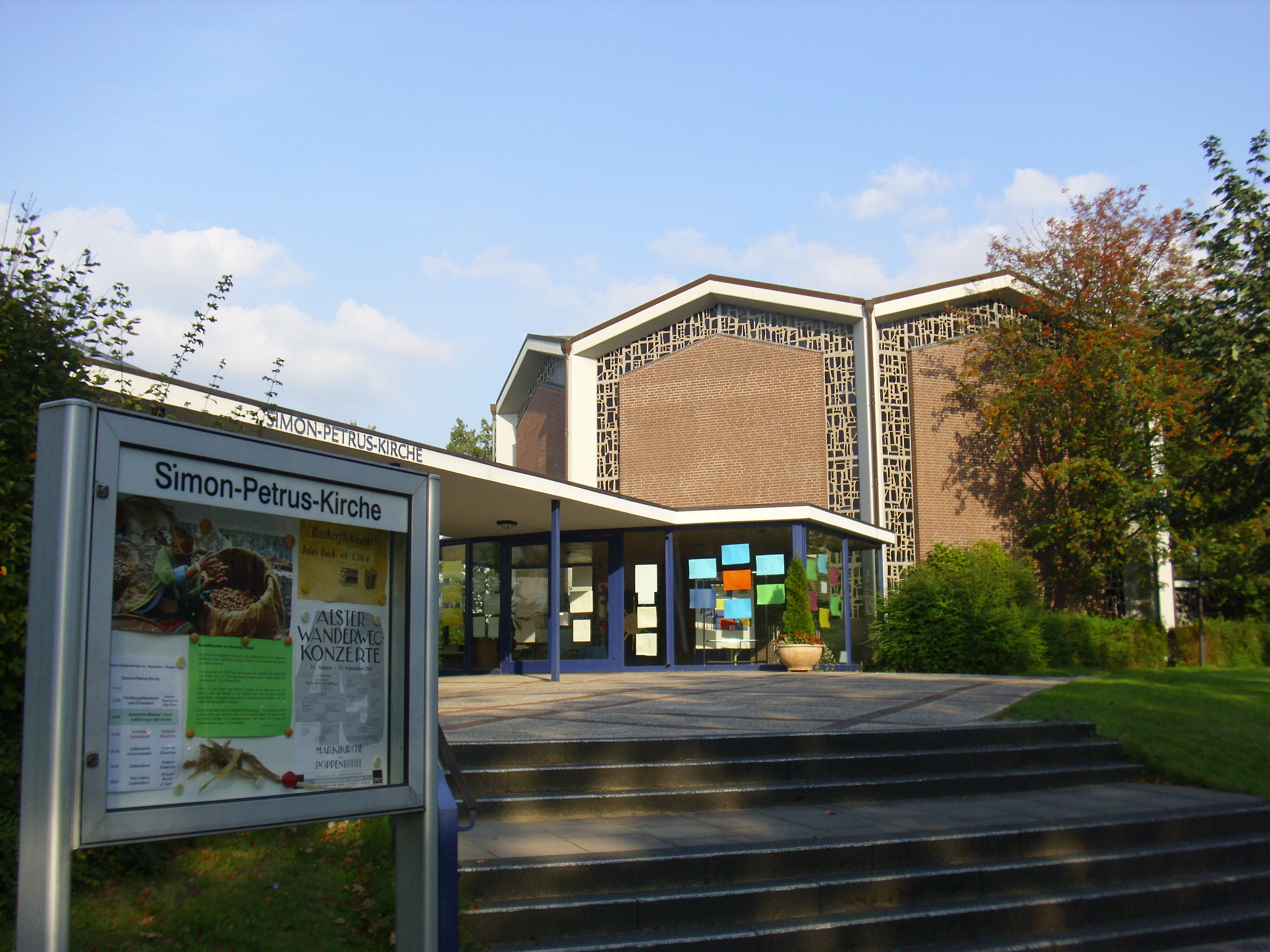
Simon Petruskerk
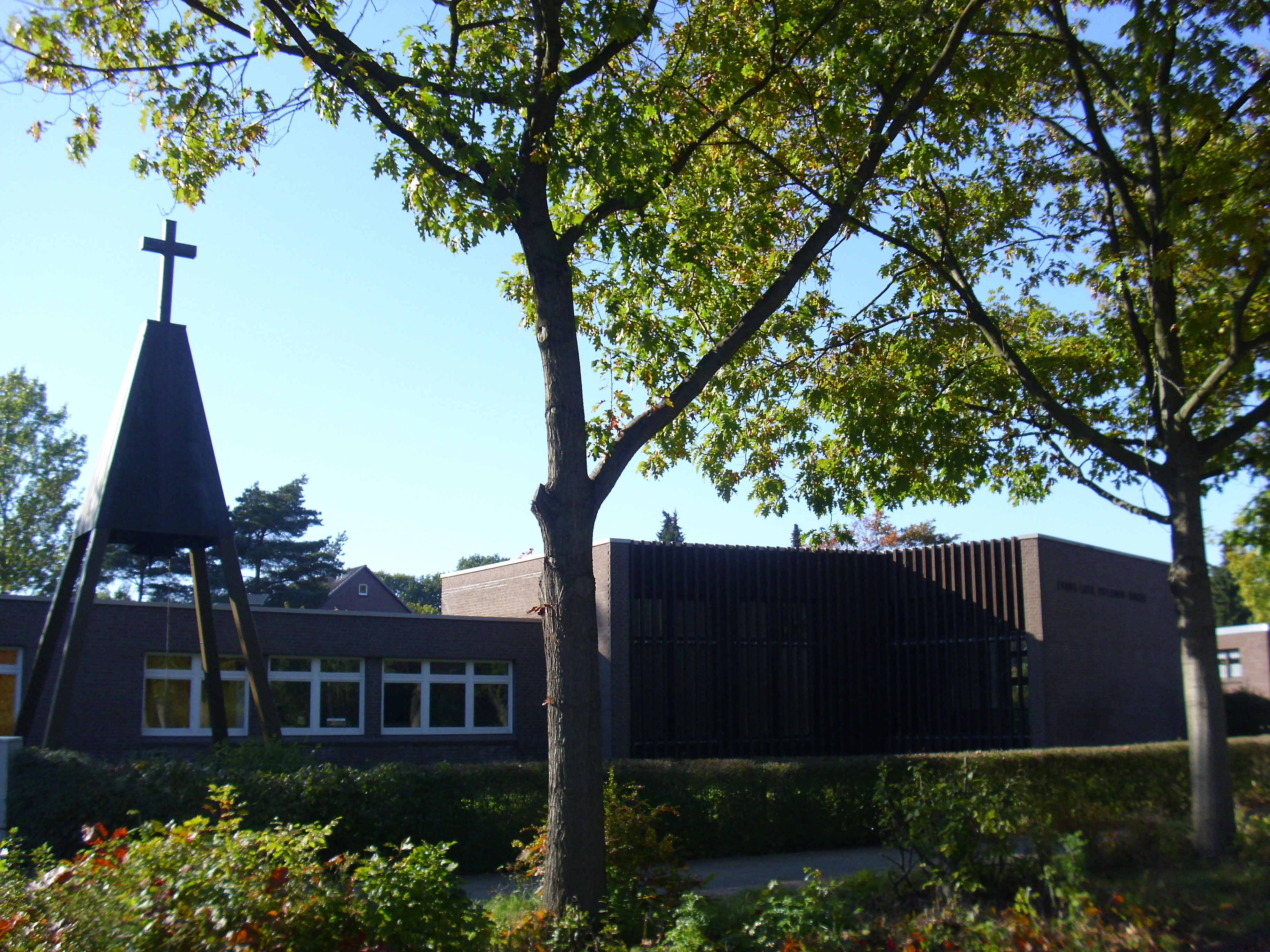
Filemon-kerk
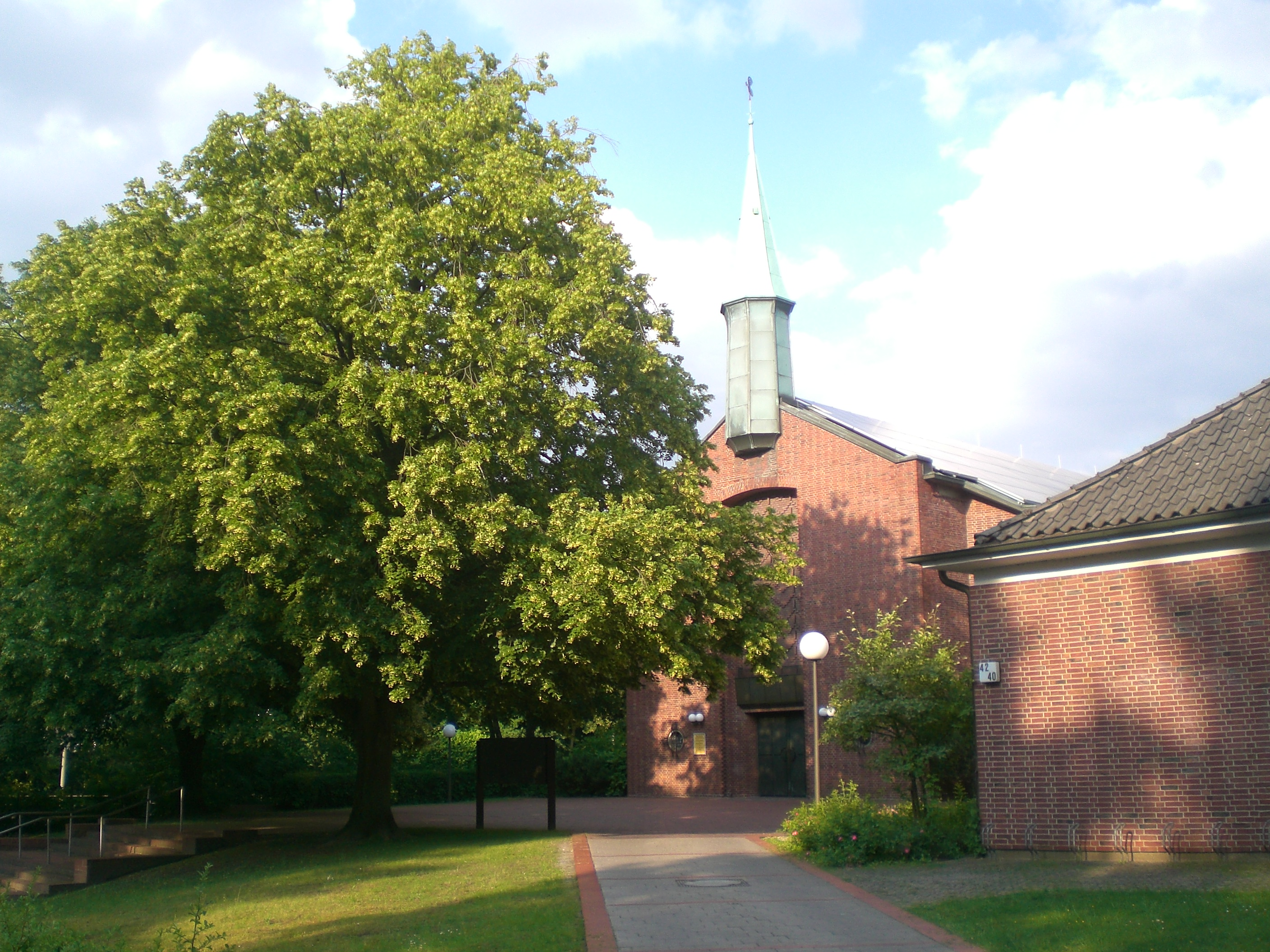
Sint-Bernardkerk

### Evenementen en informatie
- De twee openbare boekenhallen van de stadsdelen Poppenbüttel en Sasel zijn in 2007 samengevoegd in een nieuw pand nabij het winkelcentrum Alstertal.
- Het Forum Alstertal bij het winkelcentrum Alstertal is sinds 1999 een evenementencentrum voor openbare concerten, tentoonstellingen en bedrijfstrainingen.
- De Henneberg-Bühne bestaat sinds 1981 en is een amateurtoneelgroep met een focus op het Nederduits.
- De Liedertafel Amicitia, een mannenkoor opgericht in 1874, bestaat sinds 1991 als gemengd koor.
- De Alsterverein werd in 1900 opgericht in Poppenbüttel als heemkundige vereniging en is sinds 1957 gevestigd in het Torhaus in Wellingsbüttel. Zij onderhoudt het Alstertal-museum met aangrenzende bibliotheek.
- Het recreatiecentrum MeridianSpa Alstertal biedt sinds 2004 een wellnessruimte met sauna, zonnebanken en zwembad in de buurt van het S-Bahn-station.
- De Poppenbüttel Kantorei werd opgericht in 1946 en organiseert onder andere sinds 1962 de Alsterwanderweg-concerten.
- Kasteel Henneberg, waar regelmatig concerten, lezingen en seminaries worden gehouden, is sinds 2014 open voor het publiek.
- Het jeugdhuis ligt in de wijk Poppenbüttel, maar wordt voornamelijk gebruikt door de jongeren van de wijk Tegelsbarg in het stadsdeelHummelsbüttel.